# Barrage de Chashma
Le barrage de Chashma (ourdou : چشمہ_بیراج) est un barrage sur le fleuve Indus dans le district de Mianwali de la province du Pendjab au Pakistan, à 304 km au nord-ouest de Lahore et à environ 56 km en aval du barrage de Jinnah (en).

## Histoire
Le barrage a été construit sous l'égide de l'Indus Basin Replacement Works (en).
Le contrat pour les travaux du barrage de Chashma a été attribué le 10 février 1967 au consortium français composé des sociétés Dumez et Borie et a été achevé avec succès le 25 mars 1971. Le coût total des travaux a été de 399 millions de roupies pakistanaises.

## Géographie
Le barrage se situe dans la partie médiane de l'Indus, en aval de la confluence avec la rivière Kurram, à l'entrée de la vaste plaine du Pendjab débutant au niveau du barrage de Jinnah.
A l'ouest près de l'Indus, le terminus des collines Sheikh Badin est un éperon de collines calcaires connu sous le nom de collines Kafir Kot, où se trouve l'ancien complexe hindou de Kafir Kot (en).
La centrale nucléaire de Chashma est située à proximité du barrage sur la rive gauche de l'Indus, le long du canal Chashma-Jhelum Link. Elle a été mise en service le 6 juin 2000.

## Description

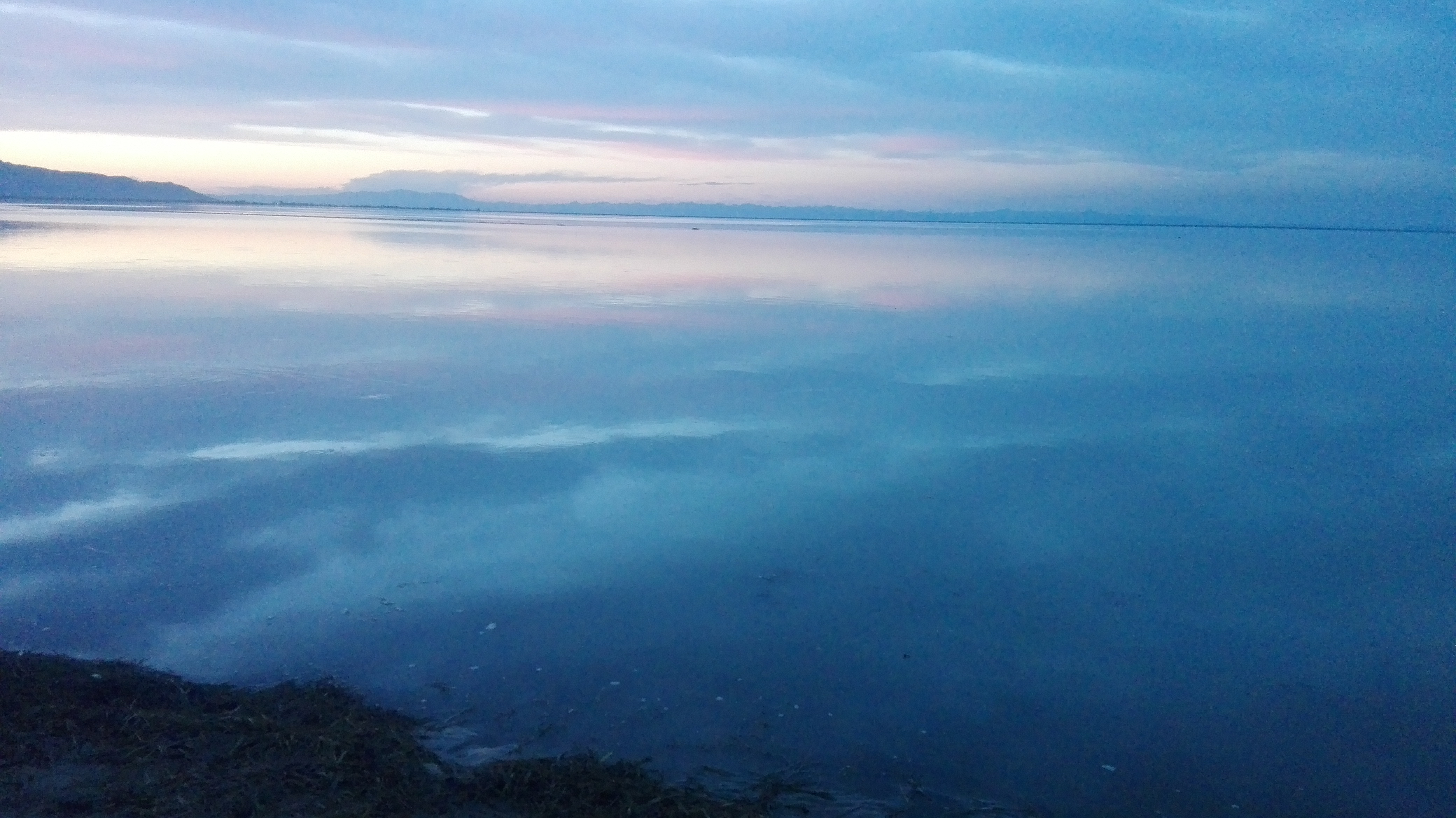
Réservoir du barrage de Chashma.

Le barrage de Chashma est utilisé pour contrôler le débit d'eau dans l'Indus à des fins d'irrigation. Il permet également la production d'hydroélectricité et a une puissance nominale de 1 330 MW.

### Irrigation
Le barrage de Chashma fournit de l'eau au canal Chashma-Jhelum Link sur le côté gauche et au canal Chashma Right Bank sur le côté droit. Contrairement à d'autres barrages, un petit réservoir de stockage a été prévu au barrage pour reréguler l'approvisionnement du réservoir de Tarbela (en). Deux régulateurs principaux, l'un pour le canal CJ-Link et l'autre pour le canal Chashma Right Bank existent respectivement sur les rives gauche et droite.
Une échelle à poissons et une écluse de navigation ont également été installées.
Il a une capacité de décharge de 870 000 m3. Il s'agit d'un barrage de type déversoir contrôlé par une porte avec un verrou de navigation. Le barrage a 52 portes (11 baies sous écluse et 41 baies standard) de plus de 18 mètres de large chacune.

### Hydroélectricité
La centrale hydroélectrique à basse chute de Chashma Hydel a été construite en 2001 sur le côté droit du barrage de Chashma.
La capacité installée de la centrale électrique est de 184 MW, à partir de 8 turbines bulbes de type Kaplan, chacune d'une capacité de 23 MW. Ces turbines bulbe de type Kaplan ainsi que les générateurs synchrones ont été construites par Fuji Electric au Japon et ont été installées pour la première fois au Pakistan. La première unité a été mise en service en janvier 2001, tandis que la mise en service finale de toutes les unités a été achevée en juillet 2001.
Les transformateurs électriques ont été construits par GEC-Alsthom.
Le financement du projet du bassin de l'Indus a été assuré par la Banque mondiale et les autres donateurs ont été les gouvernements d'Australie, du Canada, d'Allemagne, de Nouvelle-Zélande, du Royaume-Uni et des États-Unis.

### Inondations
Le 28 août 2022, le barrage de Chashma enregistre un débit record de l'Indus de plus de 14 150 m3 lors des inondations de 2022 au Pakistan.

## Faune et flore
Un site Ramsar de 34 099 hectares inscrit le 22 mars 1996 se trouve à proximité du barrage de Chashma. Le réservoir de stockage sur la rivière Indus soutient diverses plantes aquatiques. Jusqu'à 200 000 oiseaux aquatiques de nombreuses espèces utilisent le site pour se reposer et hiverner. Une halte particulièrement importante au printemps et en automne pour les grues. Plus de 50 espèces d'oiseaux, dont certaines sont menacées à l'échelle mondiale, utilisent le site pour se reproduire.